# Bloody Lunatic Asylum
Bloody Lunatic Asylum è il terzo album in studio del gruppo musicale italiano di genere gothic / black metal dei Theatres des Vampires, pubblicato nel 2001.
La traccia 11 è basata su Moonlight Sonata di Ludwig van Beethoven.

## Tracce
1. Preludium to Madness – 2:31
2. 'Til the Last Drop of Blood – 5:37
3. Une Saison En Enfer – 6:05
4. Dances with Satan – 5:12
5. Lilith's Child – 7:25
6. Pale Religious Letchery – 3:46
7. Altar for the Black Mass – 8:17
8. Lunatic Asylum – 5:48
9. Oath of Supremacy – 6:23
10. Dominions – 5:18
11. Les Litanies De Satan – 5:38